# Ambroży Augustyn Chevreux
Ambroży Augustyn Chevreux, (fra) Ambroise-Augustin Chevreux (ur. 13 lutego 1728 w Orleanie, zm. 2 września 1792 w Paryżu) – błogosławiony Kościoła katolickiego, męczennik, zakonnik, ofiara prześladowań katolików okresu francuskiej rewolucji.
W wieku dwudziestu czterech lat złożył śluby zakonne. Był benedyktynem z paryskiego opactwa  Saint-Germain-des-Prés, gdzie od 1763 roku pełnił odpowiedzialne funkcje. Od 1783 roku był przełożonym generalnym Kongregacji św Maura. Aresztowany został za odmowę złożenia przysięgi konstytucyjnej. 2 września 1792 roku został zamordowany na terenie klasztoru karmelitów, gdzie zasieczono szablami i bagnetami oddanych przez komisarza Violette`a w ręce zgromadzonego tłumu wszystkich odmawiających złożenia przysięgi na cywilną konstytucję kleru, a którzy uszli z rozpoczętej wcześniej masakry w ogrodzie. Ofiary mordu zostały pochowane w zbiorowych mogiłach na terenie cmentarza Vaugirard, część z nich wrzucono do studni klasztornej, a po ekshumacji w 1867 roku ich relikwie spoczęły w krypcie kościoła karmelitów.
Ambroży Augustyn Chevreux był jedną z ofiar tak zwanych masakr wrześniowych, w których zginęło 300 duchownych, ofiar nienawiści do wiary (łac) odium fidei.
Dzienna rocznica śmierci jest dniem kiedy wspominany jest w Kościele katolickim.
Ambroży Augustyn Chevreux znalazł się w grupie 191 męczenników z Paryża beatyfikowanych przez papieża Piusa XI 17 października 1926.